# Eu, Mudd
„Eu, Mudd” („I, Mudd”) este al optulea episod din sezonul al II-lea al Star Trek: Seria originală care a avut premiera la 3 noiembrie 1967.

## Prezentare
Căpitanul Kirk și echipajul său se întâlnesc din nou cu escrocul Harry Mudd (Roger C. Carmel), găsindu-l de această dată ca rege al unei planete de androizi.

## Producție
Scenariul este scris de Stephen Kandel care a mai scris ulterior încă trei episoade Star Trek cu Harry Mudd: „Planeta iluziilor”, „Poțiunea dragostei” și „Jihad” (ultimele două din seria animată).

## Vezi și
- 1967 în științifico-fantastic
- 1967 în televiziune